# Vyacheslav Lemeshev
Vyacheslav Lemeshev (Moscou, 3 de abril de 1952 – 27 de janeiro de 1996) foi um boxeador soviético, campeão olímpico.

## Carreira
Lemeshev treinou na sociedade esportiva das Forças Armadas em Moscou. Durante sua carreira, venceu 103 das 111 lutas das quais disputou. Ele conquistou a medalha de ouro nos Jogos Olímpicos de Verão de 1972 em Munique, após derrotar o finlandês Reima Virtanen na categoria peso médio e consagrar-se campeão.